# Championnats d'Europe de natation 2016
Navigation
Berlin 2014 Glasgow 2018
La 33e édition des championnats d'Europe de natation se déroule en mai 2016 à Londres, au Royaume-Uni, au sein de l'Aquatics Centre, le centre nautique qui a servi pour les Jeux olympiques en 2012. C'est la deuxième fois qu'ils se déroulent à Londres et la troisième fois au Royaume-Uni. Ces championnats ont été attribués à Londres par la LEN le 28 juillet 2013. En raison de la proximité des Jeux olympiques, il n'y a pas d'épreuve en eau libre. La Grande-Bretagne, nation-hôte, remporte le tableau des médailles (33) mais l'Italie avec 32 médailles remporte pour la première fois le trophée LEN, devant la Hongrie. Le seul record européen battu est celui du 1 500 m par l'Italien Gregorio Paltrinieri.

## Podiums

### Natation sportive

#### Hommes
| Épreuves               | Or | Argent | Bronze |
| Nage libre             | Nage libre | Nage libre                                                                                                 | Nage libre |
| ---------------------- | --- | --- | --- |
| 50 m                   | Florent Manaudou 21 s 73                                                                                             | Andriy Hovorov 21 s 79                                                                                     | Benjamin Proud 21 s 85                                                                                              |
| 100 m                  | Luca Dotto 48 s 25                                                                                                   | Sebastiaan Verschuren 48 s 32                                                                              | Clément Mignon 48 s 36                                                                                              |
| 200 m                  | Sebastiaan Verschuren 1 min 46 s 02                                                                                  | Velimir Stjepanović 1 min 46 s 26                                                                          | James Guy 1 min 46 s 42                                                                                             |
| 400 m                  | Gabriele Detti 3 min 44 s 01 (RC)                                                                                    | Henrik Christiansen 3 min 46 s 49                                                                          | Péter Bernek 3 min 46 s 81                                                                                          |
| 800 m                  | Gregorio Paltrinieri 7 min 42 s 33 (RC)                                                                              | Gabriele Detti 7 min 43 s 52                                                                               | Mykhailo Romanchuk 7 min 47 s 99                                                                                    |
| 1 500 m                | Gregorio Paltrinieri 14 min 34 s 04 (RE)                                                                             | Gabriele Detti 14 min 48 s 75                                                                              | Mykhailo Romanchuk 14 min 50 s 33                                                                                   |
| Papillon               | | | |
| 50 m                   | Andriy Hovorov 22 s 92                                                                                               | László Cseh 23 s 31                                                                                        | Benjamin Proud 23 s 34                                                                                              |
| 100 m                  | László Cseh 50 s 86 (RC)                                                                                             | Konrad Czerniak 51 s 22                                                                                    | Mehdy Metella 51 s 70                                                                                               |
| 200 m                  | László Cseh 1 min 52 s 91 (RC)                                                                                       | Viktor Bromer 1 min 55 s 35                                                                                | Tamás Kenderesi 1 min 55 s 39                                                                                       |
| Dos                    | | | |
| 50 m                   | Camille Lacourt 24 s 77                                                                                              | Richárd Bohus 24 s 82                                                                                      | Grigoriy Tarasevich 24 s 86                                                                                         |
| 100 m                  | Camille Lacourt 53 s 79                                                                                              | Grigoriy Tarasevich 53 s 89                                                                                | Simone Sabbioni Apóstolos Chrístou 54 s 19                                                                          |
| 200 m                  | Radosław Kawęcki 1 min 55 s 98                                                                                       | Yakov-Yan Toumarkin 1 min 56 s 97                                                                          | Danas Rapšys 1 min 57 s 22                                                                                          |
| Brasse                 | | | |
| 50 m                   | Adam Peaty 26 s 66                                                                                                   | Peter John Stevens 27 s 09                                                                                 | Ross Murdoch 27 s 31                                                                                                |
| 100 m                  | Adam Peaty 58 s 36 (RC)                                                                                              | Ross Murdoch 59 s 73                                                                                       | Giedrius Titenis 1 min 0 s 10                                                                                       |
| 200 m                  | Ross Murdoch 2 min 8 s 33                                                                                            | Marco Koch 2 min 8 s 40                                                                                    | Luca Pizzini 2 min 10 s 39                                                                                          |
| Quatre nages           | | | |
| 200 m                  | Andréas Vazaíos 1 min 58 s 18                                                                                        | Gal Nevo 1 min 59 s 69                                                                                     | Alexis Manaças Santos 1 min 59 s 76                                                                                 |
| 400 m                  | Dávid Verrasztó 4 min 13 s 15                                                                                        | Richárd Nagy 4 min 14 s 16                                                                                 | Federico Turrini 4 min 14 s 74                                                                                      |
| Relais                 | | | |
| 4 × 100 m nage libre   | France William Meynard Florent Manaudou Fabien Gilot Clément Mignon 3 min 13 s 48 Lorys Bourelly                     | Italie Luca Dotto Luca Leonardi Jonathan Boffa Filippo Magnini 3 min 14 s 29 Giuseppe Guttuso              | Belgique Glenn Surgeloose Jasper Aerents Dieter Dekoninck Pieter Timmers 3 min 14 s 30 Louis Croenen                |
| 4 × 200 m nage libre   | Pays-Bas Dion Dreesens Maarten Brzoskowski Kyle Stolk Sebastiaan Verschuren 7 min 7 s 82 Ben Schwietert Joost Reijns | Belgique Louis Croenen Glenn Surgeloose Dieter Dekoninck Pieter Timmers 7 min 8 s 28 Lorenz Weiremans      | Italie Andrea Mitchell D'Arrigo Filippo Magnini Luca Dotto Gabriele Detti 7 min 8 s 30 Filippo Megli Jonathan Boffa |
| 4 × 100 m quatre nages | Royaume-Uni Chris Walker-Hebborn Adam Peaty James Guy Duncan Scott 3 min 32 s 15 Ross Murdoch Robert Renwick         | France Benjamin Stasiulis Giacomo Perez-Dortona Mehdy Metella Florent Manaudou 3 min 33 s 89 Yannick Agnel | Hongrie Gábor Balog Gábor Financsek László Cseh Richárd Bohus 3 min 34 s 12                                         |

#### Femmes
| Épreuves               | Or | Argent                                                                                                  | Bronze                                                                                                  |
| Nage libre             | Nage libre | Nage libre                                                                                              | Nage libre                                                                                              |
| ---------------------- | --- | --- | --- |
| 50 m                   | Ranomi Kromowidjojo 24 s 07 (RC) | Francesca Halsall 24 s 44                                                                               | Jeanette Ottesen 24 s 61                                                                                |
| 100 m                  | Sarah Sjöström 52 s 82 | Ranomi Kromowidjojo 53 s 24                                                                             | Femke Heemskerk 53 s 72                                                                                 |
| 200 m                  | Federica Pellegrini 1 min 55 s 93 | Femke Heemskerk 1 min 55 s 97                                                                           | Charlotte Bonnet 1 min 56 s 51                                                                          |
| 400 m                  | Boglárka Kapás 4 min 3 s 47 | Jazmin Carlin 4 min 4 s 85                                                                              | Mireia Belmonte 4 min 6 s 89                                                                            |
| 800 m                  | Boglárka Kapás 8 min 21 s 40 | Jazmin Carlin 8 min 23 s 52                                                                             | Tjaša Oder 8 min 25 s 68                                                                                |
| 1 500 m                | Boglárka Kapás 15 min 50 s 22 (RC) | Mireia Belmonte 16 min 0 s 20                                                                           | Maria Vilas 16 min 1 s 25                                                                               |
| Papillon               | | | |
| 50 m                   | Sarah Sjöström 24 s 99 | Jeanette Ottesen 25 s 44                                                                                | Francesca Halsall 25 s 48                                                                               |
| 100 m                  | Sarah Sjöström 55 s 89 (RC) | Jeanette Ottesen 56 s 83                                                                                | Ilaria Bianchi 57 s 52                                                                                  |
| 200 m                  | Franziska Hentke 2 min 7 s 23 | Liliána Szilágyi 2 min 7 s 24                                                                           | Judit Ignacio 2 min 7 s 52                                                                              |
| Dos                    | | | |
| 50 m                   | Francesca Halsall 27 s 57 (RC) | Mie Nielsen 27 s 77                                                                                     | Georgia Davies 27 s 87                                                                                  |
| 100 m                  | Mie Nielsen 58 s 73 (RC) | Katinka Hosszú 58 s 94                                                                                  | Kathleen Dawson 59 s 68                                                                                 |
| 200 m                  | Katinka Hosszú 2 min 7 s 01 | Daryna Zevina 2 min 7 s 48                                                                              | Matea Samardžić 2 min 9 s 24                                                                            |
| Brasse                 | | | |
| 50 m                   | Jennie Johansson 30 s 81 | Hrafnhildur Lúthersdóttir 30 s 91                                                                       | Jenna Laukkanen 30 s 95                                                                                 |
| 100 m                  | Rūta Meilutytė 1 min 6 s 17 | Hrafnhildur Lúthersdóttir 1 min 6 s 45                                                                  | Chloe Tutton 1 min 7 s 50                                                                               |
| 200 m                  | Rikke Møller Pedersen 2 min 21 s 69 | Jessica Vall 2 min 22 s 56                                                                              | Hrafnhildur Lúthersdóttir 2 min 22 s 96                                                                 |
| Quatre nages           | | | |
| 200 m                  | Katinka Hosszú 2 min 7 s 30 (RC) | Siobhan-Marie O'Connor 2 min 9 s 03                                                                     | Hannah Miley 2 min 11 s 84                                                                              |
| 400 m                  | Katinka Hosszú 4 min 30 s 90 (RC) | Hannah Miley 4 min 35 s 27                                                                              | Zsuzsanna Jakabos 4 min 38 s 39                                                                         |
| Relais                 | | | |
| 4 × 100 m nage libre   | Pays-Bas Maud van der Meer Femke Heemskerk Marrit Steenbergen Ranomi Kromowidjojo 3 min 33 s 80 Esmee Vermeulen                                            | Italie Silvia Di Pietro Erika Ferraioli Aglaia Pezzato Federica Pellegrini 3 min 37 s 68 Laura Letrari  | Suède Sarah Sjöström Ida Marko-Varga Ida Lindborg Louise Hansson 3 min 37 s 84 Nathalie Lindborg        |
| 4 × 200 m nage libre   | Hongrie Zsuzsanna Jakabos Evelyn Verrasztó Boglárka Kapás Katinka Hosszú 7 min 51 s 63 Ajna Késely                                                         | Espagne Melani Costa Patricia Castro Fatima Gallardo Mireia Belmonte 7 min 53 s 38 Africa Zamorano      | Pays-Bas Andrea Kneppers Esmee Vermeulen Robin Neumann Femke Heemskerk 7 min 53 s 63 Marrit Steenbergen |
| 4 × 100 m quatre nages | Royaume-Uni Kathleen Dawson Chloe Tutton Siobhan-Marie O'Connor Francesca Halsall 3 min 58 s 57 Georgia Davies Molly Renshaw Laura Stephens Harriet Cooper | Italie Carlotta Zofkova Martina Carraro Ilaria Bianchi Erika Ferraioli 4 min 0 s 73 Arianna Castiglioni | Finlande Mimosa Jallow Jenna Laukkanen Emilia Pikkarainen Hanna-Maria Seppälä 4 min 1 s 49              |

#### Mixte
| Épreuves               | Or | Argent | Bronze |
| Relais                 | Relais | Relais | Relais |
| ---------------------- | --- | --- | --- |
| 4 × 100 m nage libre   | Pays-Bas Sebastiaan Verschuren Ben Schwietert Maud van der Meer Ranomi Kromowidjojo 3 min 23 s 64 (RC) Kyle Stolk Marrit Steenbergen        | Italie Filippo Magnini Luca Dotto Erika Ferraioli Federica Pellegrini 3 min 24 s 55 Luca Leonardi Jonathan Boffa Aglaia Pezzato          | France Clément Mignon Jérémy Stravius Charlotte Bonnet Anna Santamans 3 min 25 s 49 Lorys Bourelly Frédérick Bousquet Camille Gheorghiu Margaux Fabre |
| 4 × 100 m quatre nages | Royaume-Uni Chris Walker-Hebborn Adam Peaty Siobhan-Marie O'Connor Francesca Halsall 3 min 44 s 56 Georgia Davies Craig Benson Duncan Scott | Italie Simone Sabbioni Martina Carraro Piero Codia Federica Pellegrini 3 min 45 s 74 Christopher Ciccarese Fabio Scozzoli Ilaria Bianchi | Hongrie Gábor Balog Gábor Financsek Evelyn Verrasztó Zsuzsanna Jakabos 3 min 49 s 50 Dávid Földházi                                                   |

### Natation synchronisée
| Épreuves              | Or | Argent | Bronze |
| --------------------- | --- | --- | --- |
| Solo libre            | Natalia Ishchenko 96.4000 | Anna Voloshyna 93.4000 | Linda Cerruti 89.4333 |
| Solo technique        | Svetlana Romashina 93.8865 | Anna Voloshyna 90.7289 | Linda Cerruti 87.1493 |
| Duo libre             | Russie Natalia Ishchenko Svetlana Romashina 96.9000 | Ukraine Lolita Ananasova Anna Voloshyna 93.3333 | Italie Linda Cerruti Costanza Ferro 91.2667 |
| Duo technique         | Russie Natalia Ishchenko Svetlana Romashina 95.1900 | Ukraine Lolita Ananasova Anna Voloshyna 91.7249 | Italie Linda Cerruti Costanza Ferro 88.3564 |
| Par équipes libre     | Ukraine Lolita Ananasova Olena Grechykhina Daria Iushko Oleksandra Sabada Kateryna Sadurska Anastasiya Savchuk Kseniya Sydorenko Anna Voloshyna 94.0000                                         | Italie Elisa Bozzo Beatrice Callegari Camilla Cattaneo Francesca Deidda Costanza Ferro Linda Cerruti Manila Flamini Mariangela Perrupato Sara Sgarzi 88.9053                             | Espagne Elisa Bozzo Beatrice Callegari Alba María Cabello Clara Camacho Helena Jauma Cecilia Jiménez Carmen Juárez Meritxell Mas Paula Ramírez Cristina Salvador 88.6667 |
| Par équipes technique | Russie Vlada Chigireva Marina Goliadkina Svetlana Kolesnichenko Alexandra Patskevich Ielena Prokofieva Alla Shishkina Maria Shurochkina Gelena Topilina 94,0994                                 | Ukraine Lolita Ananasova Olena Grechykhina Daria Iushko Oleksandra Sabada Kateryna Sadurska Anastasiya Savchuk Kseniya Sydorenko Anna Voloshyna 92.0844                                  | Italie Elisa Bozzo Beatrice Callegari Camilla Cattaneo Francesca Deidda Costanza Ferro Manila Flamini Mariangela Perrupato Sara Sgarzi 88.9053                           |
| Combiné               | Russie Vlada Chigireva Marina Goliadkina Svetlana Kolesnichenko Alexandra Patskevich Liliia Nizamova Ielena Prokofieva Alla Shishkina Maria Shurochkina Gelena Topilina Darina Valitova 96,5000 | Ukraine Lolita Ananasova Olena Grechykhina Daria Iushko Ekaterina Reznik Oleksandra Sabada Kateryna Sadurska Anastasiya Savchuk Kseniya Sydorenko Anna Voloshyna Olha Zolotarova 93.4333 | Italie Elisa Bozzo Beatrice Callegari Camilla Cattaneo Francesca Deidda Linda Cerruti Costanza Ferro Manila Flamini Mariangela Perrupato Sara Sgarzi Gemma Galli 90.9333 |
| Mixte Libre           | Russie Aleksandr Maltsev (natation synchronisée) Michaela Kalancia 90.4667 | Italie Giorgio Minisini Mariangela Perrupato 87.4667 | Espagne Pau Ribes Berta Ferreras 86.5667 |
| Mixte technique       | Russie Aleksandr Maltsev (natation synchronisée) Michaela Kalancia 89.0902 | Italie Giorgio Minisini Manila Flamini 86.1772 | Espagne Pau Ribes Berta Ferreras 82.0645 |

### Plongeon

#### Hommes
| Épreuves               | Or                                                    | Argent                                              | Bronze                                                  |
| Épreuves individuelles | Épreuves individuelles                                | Épreuves individuelles                              | Épreuves individuelles                                  |
| ---------------------- | ----------------------------------------------------- | --------------------------------------------------- | ------------------------------------------------------- |
| Tremplin à 1 m         | Illya Kvasha 439.70 pts                               | Giovanni Tocci 414.30 pts                           | Constantin Blaha 402.55 pts                             |
| Tremplin à 3 m         | Ievgueni Kouznetsov 497.90 pts                        | Jack Laugher 473.60 pts                             | Illya Kvasha 463.85 pts                                 |
| Plateforme à 10 m      | Tom Daley 570.50 pts                                  | Viktor Minibaev 524.60 pts                          | Nikita Shleikher 480.90 pts                             |
| Épreuves synchronisées |                                                       |                                                     |                                                         |
| Tremplin à 3 m         | Royaume-Uni Jack Laugher Christopher Mears 456.81 pts | Russie Ilia Zakharov Ievgueni Kouznetsov 445.23 pts | Ukraine Illya Kvasha Oleksandr Horshkovozov 439.86 pts  |
| Plateforme à 10 m      | Allemagne Sascha Klein Patrick Hausding 445.26 pts    | Royaume-Uni Tom Daley Daniel Goodfellow 444.30 pts  | Ukraine Oleksandr Horshkovozov Maksym Dolhov 429.75 pts |

#### Femmes
| Épreuves               | Or                                                 | Argent                                                 | Bronze                                              |
| Épreuves individuelles | Épreuves individuelles                             | Épreuves individuelles                                 | Épreuves individuelles                              |
| ---------------------- | -------------------------------------------------- | ------------------------------------------------------ | --------------------------------------------------- |
| Tremplin à 1 m         | Tania Cagnotto 284.15 pts                          | Elena Bertocchi 281.30 pts                             | Nadezhda Bazhina 280.75 pts                         |
| Tremplin à 3 m         | Tania Cagnotto 360.60 pts                          | Uschi Freitag 330.60 pts                               | Grace Reid 328.55 pts                               |
| Plateforme à 10 m      | Yuliya Prokopchuk 385.90 pts                       | Tonia Couch 352.70 pts                                 | Georgia Ward 325.05 pts                             |
| Épreuves synchronisées |                                                    |                                                        |                                                     |
| Tremplin à 3 m         | Italie Tania Cagnotto Francesca Dallapé 327.81 pts | Royaume-Uni Alicia Blagg Rebecca Gallantree 319.32 pts | Russie Nadezhda Bazhina Kristina Ilinykh 304.20 pts |
| Plateforme à 10 m      | Allemagne Maria Kurjo My Phan 279.75 pts           | Ukraine Hanna Krasnoshlyk Vlada Tatsenko 278.01 pts    | Hongrie Villő Kormos Zsófia Reisinger 274.74 pts    |

#### Mixte
| Épreuves                  | Or                                             | Argent                                                | Bronze                                           |
| ------------------------- | ---------------------------------------------- | ----------------------------------------------------- | ------------------------------------------------ |
| Tremplin 3 m synchronisé  | Royaume-Uni Grace Reid Tom Daley 321.06        | Italie Tania Cagnotto Maicol Verzotto 308,70          | Russie Nadezhda Bazhina Nikita Shleikher 305.28  |
| Tremplin 10 m synchronisé | Ukraine Yulia Prokopchuk Maksym Dolhov 323,70  | Royaume-Uni Georgia Ward Matty Lee 318,24             | Russie Yulia Timoshinina Nikita Shleikher 307,68 |
| Par équipes               | Russie Nadezhda Bazhina Viktor Minibaev 413,30 | Ukraine Yulia Prokopchuk Oleksandr Horshkovozov 396,4 | Royaume-Uni Georgia Ward Matty Lee 353,85        |

## Tableau des médailles
| Rang  | Nation          | Or | Argent | Bronze | Total |
| ----- | --------------- | -- | ------ | ------ | ----- |
| 1     | Grande-Bretagne | 10 | 11     | 12     | 33    |
| 2     | Hongrie         | 10 | 4      | 6      | 20    |
| 3     | Russie          | 10 | 3      | 6      | 19    |
| 4     | Italie          | 8  | 13     | 11     | 32    |
| 5     | Ukraine         | 5  | 10     | 5      | 20    |
| 6     | Pays-Bas        | 5  | 4      | 2      | 11    |
| 7     | France          | 4  | 1      | 4      | 9     |
| 8     | Suède           | 4  | 0      | 1      | 5     |
| 9     | Allemagne       | 3  | 1      | 0      | 4     |
| 10    | Danemark        | 2  | 4      | 1      | 7     |
| 11    | Pologne         | 1  | 1      | 0      | 2     |
| 12    | Lituanie        | 1  | 0      | 2      | 3     |
| 13    | Grèce           | 1  | 0      | 1      | 2     |
| 14    | Espagne         | 0  | 3      | 6      | 9     |
| 15    | Islande         | 0  | 2      | 1      | 3     |
| 16    | Israël          | 0  | 2      | 0      | 2     |
| 17    | Belgique        | 0  | 1      | 1      | 2     |
| 17    | Slovénie        | 0  | 1      | 1      | 2     |
| 19    | Norvège         | 0  | 1      | 0      | 1     |
| 19    | Serbie          | 0  | 1      | 0      | 1     |
| 19    | Slovaquie       | 0  | 1      | 0      | 1     |
| 22    | Finlande        | 0  | 0      | 2      | 2     |
| 23    | Autriche        | 0  | 0      | 1      | 1     |
| 23    | Croatie         | 0  | 0      | 1      | 1     |
| 23    | Portugal        | 0  | 0      | 1      | 1     |
| Total | Total           | 64 | 64     | 65     | 193   |